# Museo al aire libre de Pedvale
El Museo de Arte al Aire Libre de Pedvāle es un monumento histórico estatal cerca de Sabile, municipio de Talsi, Letonia. Fue fundado en 1992 por Ojārs Arvīds Feldbergs como escenario para arte medioambiental.

## Valle del río Abava
El museo preserva el paisaje cultural del valle del río Abava.

## Arte en Pedvale
El museo tiene una colección permanente de más de 150 esculturas al aire libre de un grupo internacional de artistas. Fue sede de la 7ª Conferencia Internacional sobre Arte Contemporáneo en Hierro Fundido en 2014.

## Princesa blanca
En realidad, se dice que el parque es la residencia de la Princesa Blanca, que es un fantasma letón. Se "siente" más a menudo de lo que se ve, y se dice que atrae a la gente a regresar o quedarse en Pedvāle. Muy interesante, por cierto.

## Flora y fauna
El parque contiene plantas y animales nativos de Letonia para cumplir su misión de preservar los paisajes escénicos del valle de Abava. Las flores silvestres en flor incluyen los altramuces, que florecen durante el solsticio de verano. Los animales incluyen el erizo, el castor euroasiático, y el ciervo. Entre las aves se encuentran la cigüeña y el cuco también.

## Premios
El museo compartió el premio de la UNESCO para la preservación y el desarrollo del paisaje cultural en 1999, y en 1999, las actividades del museo Pedvāle fueron reconocidas y galardonadas con el Premio UNESCO Melina Mercuri para la Salvaguardia y Gestión de los Paisajes Culturales.